# Aumelas
Aumelas ist eine französische Gemeinde mit 582 Einwohnern (Stand 1. Januar 2022) im Département Hérault in der Region Okzitanien; sie gehört zum Arrondissement Lodève und zum Kanton Gignac. Hier entspringt das Flüsschen Dardaillon, das zum Hérault entwässert.

## Bevölkerungsentwicklung
- 1962: 210
- 1968: 225
- 1975: 191
- 1982: 245
- 1990: 332
- 1999: 378
- 2006: 459
- 2017: 526

## Sehenswürdigkeiten
- Ruine der Burg Aumelas (11. Jahrhundert, Monument historique)
- Ruine einer Kapelle in Cardonnet

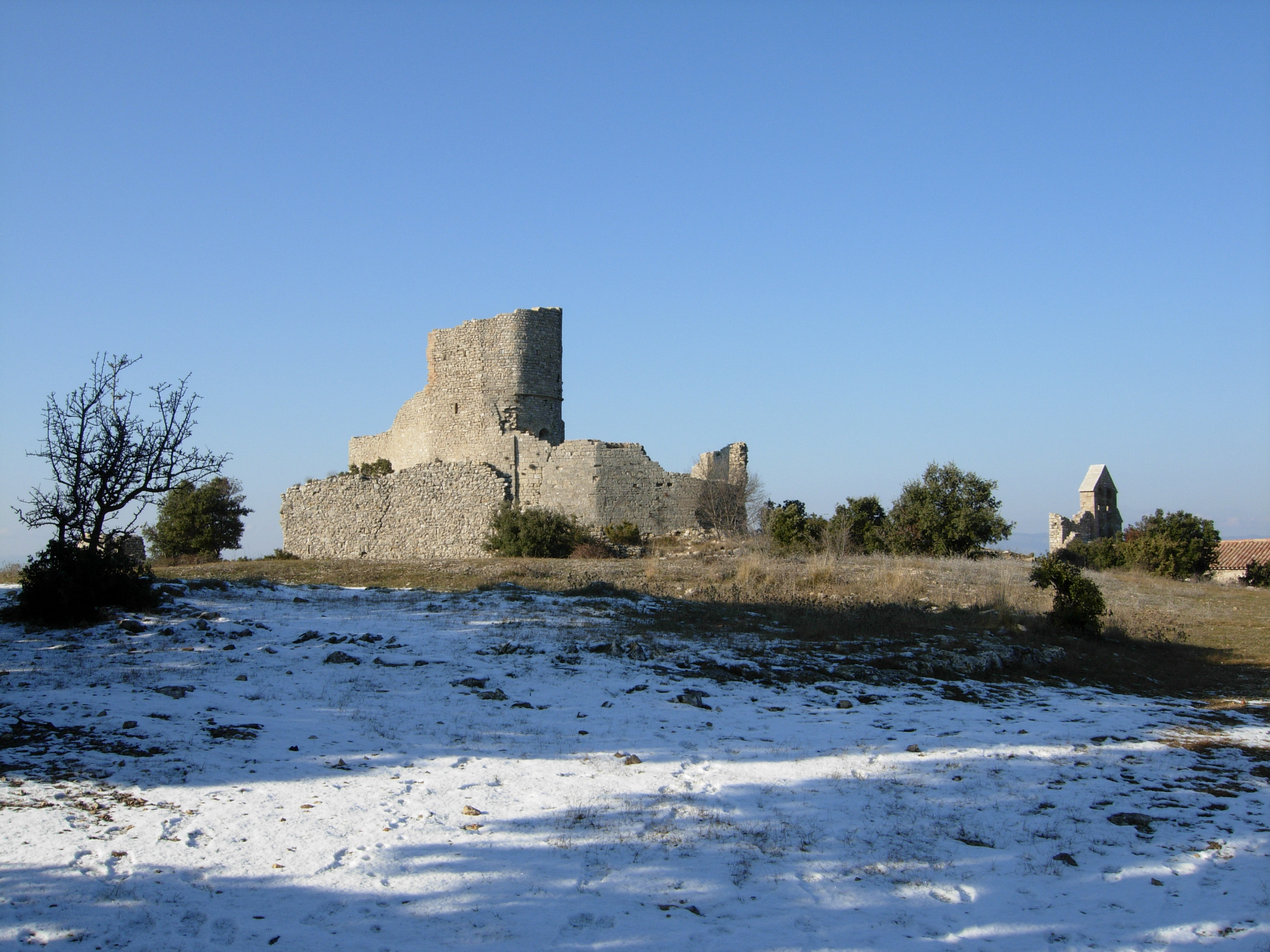
Burg und Kapelle von Aumelas
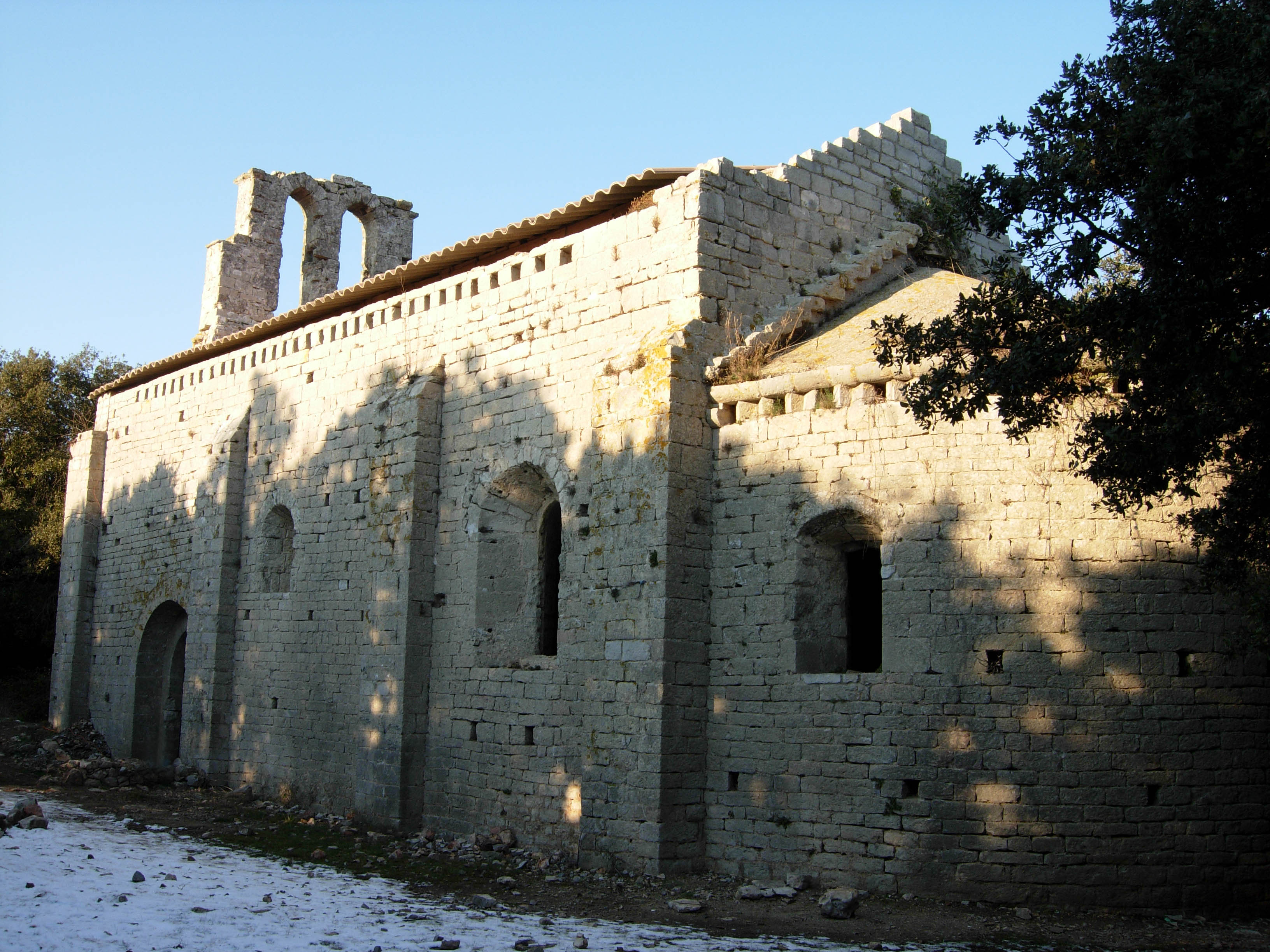
Kapelle in Cardonnet